# ヴァルパライソ大学
ヴァルパライソ大学 は地域的に認知された 4年制を採用する共学の私立大学で、 アメリカ合衆国インディアナ州ヴァルパライソにキャンパスを持つ。 "Valpo"という愛称で知られており、50以上の国から4,500名を超える学生が学んでいる。
ヴァルパライソ大学は5つの大学と、大学院そして、法科大学院(いわゆるロースクール)により構成されている。

## ランキング
1990年以降、U.S. News & World Reportの発表している「アメリカ中西部の大学ランキング」では、上位10位に毎年ランクインしている。2017年のランキングでは、アメリカ中西部において第4位との評価を受けており、同サイトにて「在校生の満足度ランキング」全米1位、「学士課程における教育の質ランキング」全米1位、「もっとも革新的な大学ランキング」で全米3位となっている。
また、ヴァルパライソ大学はWashington Monthlyによって大学院ランキング全米4位(2016年)である。なお、2015年には同1位となっている。